# Brachybotrys paridiformis
Brachybotrys paridiformis là loài thực vật có hoa trong họ Mồ hôi. Loài này được Maxim. ex Oliv. mô tả khoa học đầu tiên năm 1878.